# 캐나다 여자 아이스하키 국가대표팀
캐나다 여자 아이스하키 국가대표팀(영어: Canada women's national ice hockey team, 프랑스어: Équipe du Canada féminine de hockey sur glace)은 캐나다의 여자 아이스하키 국가대표팀으로 국제 대회에서 가장 뛰어난 활약을 보이는 여자 아이스하키 대표팀이다. 미국과 라이벌 관계를 형성하며 대부분 메이저 국제 대회 결승전에서 맞붙었다.

## 대회 기록

### 올림픽
- 1998년 은메달
- 2002년 금메달
- 2006년 금메달
- 2010년 금메달
- 2014년 금메달
- 2018년 은메달
- 2022년 금메달